# Clifford the Big Red Dog (2000)
Clifford the Big Red Dog (Brasil: Clifford, o Gigante Cão Vermelho / Portugal: Clifford, o Cão Vermelho) é um série de desenho animado estadunidense-britânica infantil exibida pela PBS entre 2000 e 2003, que fala sobre um cachorro chamado Clifford que fica gigante ao ter uma dona, e então elas decidem viajar para a Ilha Birdwell. A série estreou em 4 de setembro de 2000 no canal PBS Kids dos Estados Unidos, e no Brasil foi transmitido pelo Discovery Kids, TV Cultura, e TV Brasil.

## Personagens
- Clifford: o cachorro protagonista do desenho.
- Emily Elizabeth (Emília Isabel na versão portuguesa): dona do Clifford.
- Bisteca (T-Bone no original): um cachorro laranja-lima que é melhor amigo do Clifford.
- Cléo: uma poodle, a melhor amiga do Clifford.
- Mac: um Cachorro que é muito amigo e meio metido; sua dona é a Jetta.
- Charlie: melhor amigo de Emily.
- Jetta: não é tão melhor amiga de Emily e é dona de Mac.
- Vaz: melhor amigo do Charlie.
- Xerife Lewis: dono do Bisteca.
- Pepê: um cachorro deficiente físico.
- Samuel: pai do Charlie.
- Hamburguer: melhor amigo de infância do Bisteca, se mudou antes da chegada do Clifford.
- Horacio Bleakman: vizinho de Emily Elizabeth.
- Violeta Bleakman: vizinha de Emily Elizabeth.
- Senhora Duler: dona da Cléo.